# Lluís Casamitjana Colominas
Lluís Casamitjana Colominas   (Barcelona, 11 de novembre de 1926 - Barcelona, 7 de desembre de 2007), més conegut com a Casamitjana, va ser un autor de comics, va treballar per l'editorial Bruguera com a dibuixant i com a director artístic. Un dels personatges de còmic més coneguts que ha dibuixat es El Capitán Trueno.

## Biografia
Lluís Casamitjana, va néixer a Barcelona l'11 de novembre del 1926, un dels primers treballs comercials que se li coneixen són per l'almanac Ave Maria de 1951 publicat per l'editorial Ave María. A més d'algunes altres editorials va dibuixar per l'editorial Toray alguns quaderns de la sèrie de còmic femení Alicia.
El 1957 dibuixar en sis dels números de la revista de còmic d'humor Selecciones d'Humor del DDT que editava l'editorial Bruguera. En aquesta editorial foren moltes i diverses les capçaleres en les quals va dibuixar, una de les més conegudes fou la d'El Capitan Trueno Extra, en aquesta publicació va dibuixar l'interior de diversos números i les portades d'uns quants altres, així com completar algunes pàgines d'alguns episodis d'altres dibuixants. Posterior-ment va ocupar el lloc de Director Artístic.